# Azamara Quest
Azamara Quest (ранее Blue Moon (2006—2007), Delphin Renaissance (2003—2006), построен как R Seven (2000—2003)) — круизное судно, принадлежащее компании Azamara Club Cruises — дочерней фирме концерна Royal Caribbean Cruises Ltd.. Построено на верфи Chantiers de l'Atlantique концерна STX Europe в Сен-Назере во Франции в 2000 году. Судами-близнецами являются R One, R Two, R Three, R Four, R Five, R Six и R Eight.

## История
Судно под заводским номером Y31 было построено на французской верфи Chantiers de l'Atlantique по заказу Renaissance Cruises и передано заказчику 28 сентября 2000 года, однако уже через год из-за неплатёжеспособности Renaissance Cruises судно было продано зарегистрированной на Маршалловых островах компании.
В 2003 году судно было взято в аренду компанией Delphin Seereisen сроком на пять лет и эксплуатировалось под названием Delphin Renaissance.
В конце 2005 года судно было продано новому собственнику Pullmantur Cruises, который затем был поглощён более крупной компанией Royal Caribbean Cruises Ltd., и судно как Blue Moon было передано в новую дочернюю компанию Azamara Cruises (переименованную позднее в Azamara Club Cruises). После серьёзной модернизации на верфях Blohm + Voss в Гамбурге судно под названием Azamara Quest 9 октября 2007 года вновь приступило к обслуживанию туристов на круизных линиях.

## Происшествия
30 марта 2012 года во время круиза «17 ночей» по маршруту Гонконг — Манила — Сабах — Борнео — Комодо — Бали — Сингапур в районе Филиппин на судне возник пожар в машинном отделении, в результате чего судно потеряло манёвренность.